# Tokyo Skytree
La Tokyo Skytree (東京スカイツリー?, Tōkyō sukaitsurī) è una torre per telecomunicazioni e panoramica che sorge a Sumida, quartiere speciale di Tokyo, in Giappone.
Completata nel 2012, già dal 2010 è la torre più alta del Giappone e, con i suoi 2080 piedi circa (634 m) di altezza, è la torre più alta al mondo e la terza struttura artificiale più alta al mondo dopo il grattacielo Burj Khalifa (829.8 m) di Dubai e il KL118 (678.9 m) di Kuala Lumpur, quest'ultimo inaugurato nel 2023.

## Storia
Per gli stessi scopi di radiodiffusione era stata costruita nel 1958 la Tokyo Tower, alta 333 m e dal design ispirato alla Tour Eiffel, la quale però non è oggi sufficientemente alta per garantire la copertura del segnale nella città, a causa dei molti grattacieli costruiti successivamente nel centro della capitale giapponese.
Il progetto, ideato dell'architetto Tadao Andō e dello scultore Kiichi Sumikawa, è stato commissionato da un gruppo di sei emittenti terrestri con a capo l'emittente pubblico giapponese (NHK), guidati dalla Ferrovie Tōbu s.p.a. e costituisce il fulcro di un nuovo grande sviluppo commerciale, con negozi, ristoranti e belvedere, equidistante dalle stazioni di Tokyo Skytree (già nota come Narihirabashi) e di Oshiage. Il 22 maggio 2012 la torre è stata finalmente aperta al pubblico.
Il 14 luglio 2008 prendono ufficialmente il via i lavori con una cerimonia tenuta dalla Ferrovie Tōbu s.p.a.. La torre, situata nel quartiere di Sumida, viene realizzata per diventare la nuova postazione della NHK e di altre cinque emittenti commerciali che trasmettono sia in analogico che in digitale. Il progetto iniziale viene modificato in corso d'opera e da un'altezza prevista di 2000 ft (610 m) si passa a 634 m, per via di un gioco di parole giapponese (garoawase) in cui il numero 634 si legge Mu-sa-shi, antico nome dell'area amministrativa nella quale sorgeva quella che poi è diventata la Tokyo attuale.

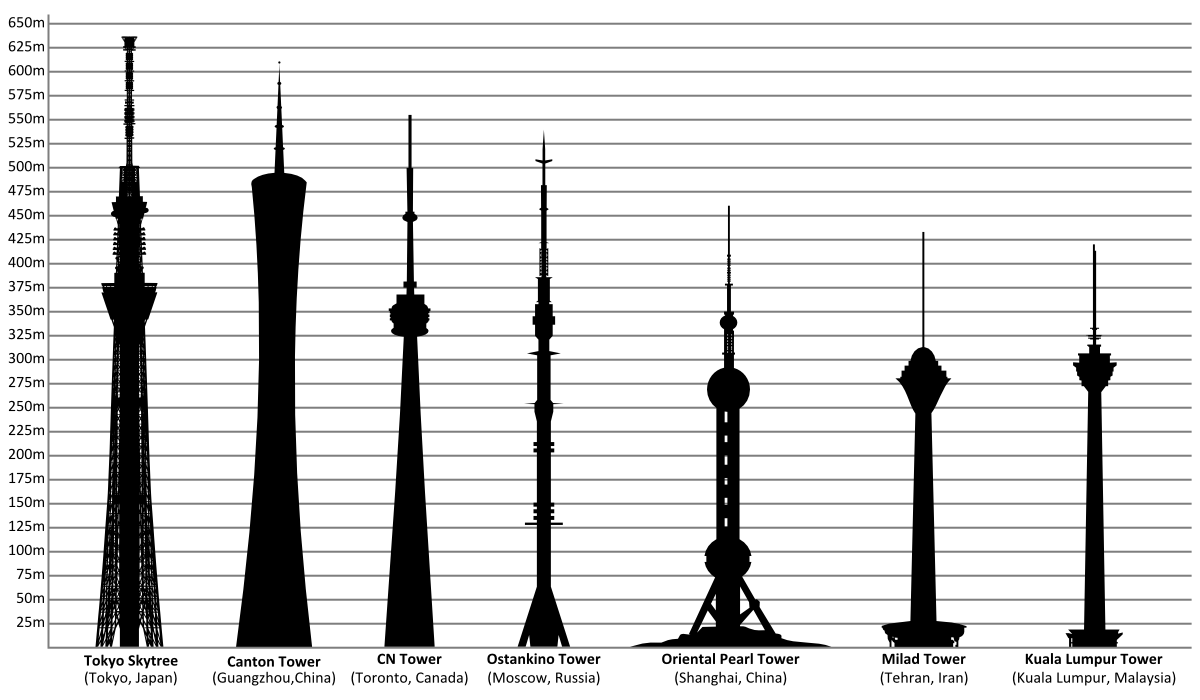
Schema delle torri più alte al mondo.

Il 24 aprile 2010 nel parco a tema della Tōbu World Square di Nikkō a Tochigi viene eretta una replica in scala 1:25 della Tokyo Skytree.
L'11 settembre la torre raggiunge i 465 m d'altezza superando l'ormai smantellato Trasmettitore Omega Tsushima che raggiungeva i 1850 piedi (564 m) d'altezza.
Il 20 novembre due mass damper del peso complessivo di 100 tonnellate vengono piazzati temporaneamente una volta raggiunti i 1968 piedi (600 m) per evitare oscillazioni o cedimenti, mentre il 1º dicembre raggiunge la quota di 2000 ft "610 m" d'altezza venendo dotata di un altro sistema di antivibrazione agganciato a un parafulmine, e vengono posizionate le prime antenne per la radiodiffusione. La torre cresce di 12 m alla settimana, con l'inaugurazione prevista nella primavera del 2012.
Il 16 dicembre il Ministro giapponese degli Affari Interni e delle Comunicazioni dà l'autorizzazione alla NHK e ad altre cinque emittenti di Tokyo di installare le proprie antenne per la radiodiffusione sulla torre, e due giorni dopo, il 18 dicembre, viene installata la prima antenna per la trasmissione del segnale digitale terrestre.
Il 1º marzo 2011 la torre raggiunge la quota record di 2000 ft (610 m) d'altezza, superando di un metro la Canton Tower e diventando la torre più alta del mondo. Il 18 marzo la torre raggiunge la sua altezza finale di 2080 ft (634 m) alle ore 13.34 giapponesi. La torre aveva subito un'accurata ispezione subito dopo il terremoto dell'11 marzo non riportando danni e assicurando quindi la bontà del progetto. Il 23 maggio inizia la fase di smantellamento delle quattro gru occorse per la costruzione che si protrae fino a giugno dello stesso anno.
Il 17 novembre la Tokyo Skytree viene ufficialmente riconosciuta dal Guinness dei primati come la più alta torre autoportante del mondo, in una cerimonia tenutasi presso l'Hotel Tobu Levant Tokyo. Michiaki Suzuki, presidente della Compagnia Tobu Skytree Tower, ha dichiarato che uno degli scopi della costruzione della torre è quello di far conoscere al mondo la cultura e la tecnologia giapponese, così come il fascino della zona di Tokyo circostante.
Il 29 febbraio 2012 la torre viene completata, con un ritardo di due mesi rispetto alla data prevista a causa di un ritardo delle forniture dovuto al terremoto e al maremoto dell'11 marzo 2011. La costruzione ha impiegato 580 000 operai per essere completata, con un costo complessivo di 65 miliardi di yen (circa 630 milioni di euro).
Il 2 marzo viene tenuta una cerimonia ufficiale per festeggiare il completamento della torre, officiata da un sacerdote kannushi alla presenza di 70 persone, tra membri della Tōbu, costruttori e responsabili delle emittenti. Il 22 maggio la Tokyo Skytree apre ufficialmente al pubblico dopo quattro anni di lavori.

## Caratteristiche

Le sezioni trasversali della torre formano un triangolo equilatero al suolo che gradualmente diventa circolare a 320 m di altezza

Il progetto è stato presentato il 24 novembre 2006, basato su tre concetti chiave:
- Fusione fra il design classico giapponese ed uno stile futuristico
- Catalizzatore per una rivitalizzazione della città
- Contribuzione alla prevenzione dei disastri[24]

La torre ha una base di forma piramidale triangolare, ma a partire dall'altezza di 350 m la struttura si affusola assumendo una forma cilindrica per meglio sopportare i venti molto forti che si formano a quelle altezze. Sono presenti punti di osservazione a 350 m, con una capacità massima di 2000 persone, e a 450 m, con una capacità di 900 persone. L'osservatorio superiore è caratterizzato da una copertura di vetro a spirale in cui i visitatori, attraverso una passeggiata panoramica, possono salire di ulteriori cinque metri accedendo al punto più alto della piattaforma superiore. Una look down window (una sezione di pavimento in vetro) offre ai visitatori una vista diretta verso le strade sottostanti.

### Resistenza ai terremoti
La torre ha una struttura antisismica e include un'anima centrale in cemento armato. Il pilastro portante principale è attaccato alla struttura esterna della torre a 125 m di altezza. Da lì fino ai 370 m il pilastro è collegato alla torre per mezzo di un sistema idraulico con funzione di ammortizzatore in caso di eventi sismici. Secondo i progettisti questo sistema è in grado di assorbire fino al 50% dell'energia proveniente da un terremoto.

### Colore
Il traliccio esterno è verniciato con un colore denominato ufficialmente "Skytree White". Si tratta di un colore originale basato su un colore tradizionale giapponese chiamato aijiro (藍白?).

### Illuminazione
Il progetto di illuminazione è stato presentato il 16 ottobre 2009. Due tipi di illuminazione azzurro Iki (chic, alla moda) e viola Miyabi (eleganza, raffinatezza) sono utilizzati a giorni alterni. L'illuminazione è realizzata mediante luci a LED.

## Scelta del nome
Da ottobre a novembre 2007, è stato indetto un sondaggio pubblico per scegliere il nome da dare alla torre. Il 19 marzo 2008, una commissione ha scelto i sei nomi finalisti: Tōkyō sukaitsurī (東京 スカイツリー?, Tokyo Skytree, Albero del cielo), Tōkyō Edo Tawā (东京 EDO タワー?, Tokyo Edo Tower), Raijingu Tawā (ライジング タワー?, Torre crescente), Mirai Tawā (みらい タワー?, Torre del futuro), Yumemi Yagura (ゆめみ やぐら?, Belvedere da sogno), Raijingu Īsuto Tawā (ライジング イースト タワー?, Torre del Sol Levante). Il nome ufficiale è stato annunciato il 10 giugno 2008 con la scelta che è ricaduta sul nome "Tokyo Skytree".
Il nome ha ricevuto circa 33.000 voti (30%) su 110.000 votanti, mentre il secondo nome più popolare è stato "Tokyo Edo Tower".
Dal momento che il nome scelto è in giapponese, che non ha spazi tra le parole, non è possibile dire se il vero nome sia "Tokyo Skytree" o "Tokyo Sky Tree". Il sito ufficiale lo trascrive senza spazio come "Skytree", ma la versione del logo è chiaramente trascritta come "SKY TREE".
L'altezza di 634 metri è stata decisa per essere facile da ricordare. I caratteri mu (6), sa (3), shi (4) formano la parola "Musashi", un antico nome della regione in cui si trova la Tokyo Skytree.

## Radiodiffusione

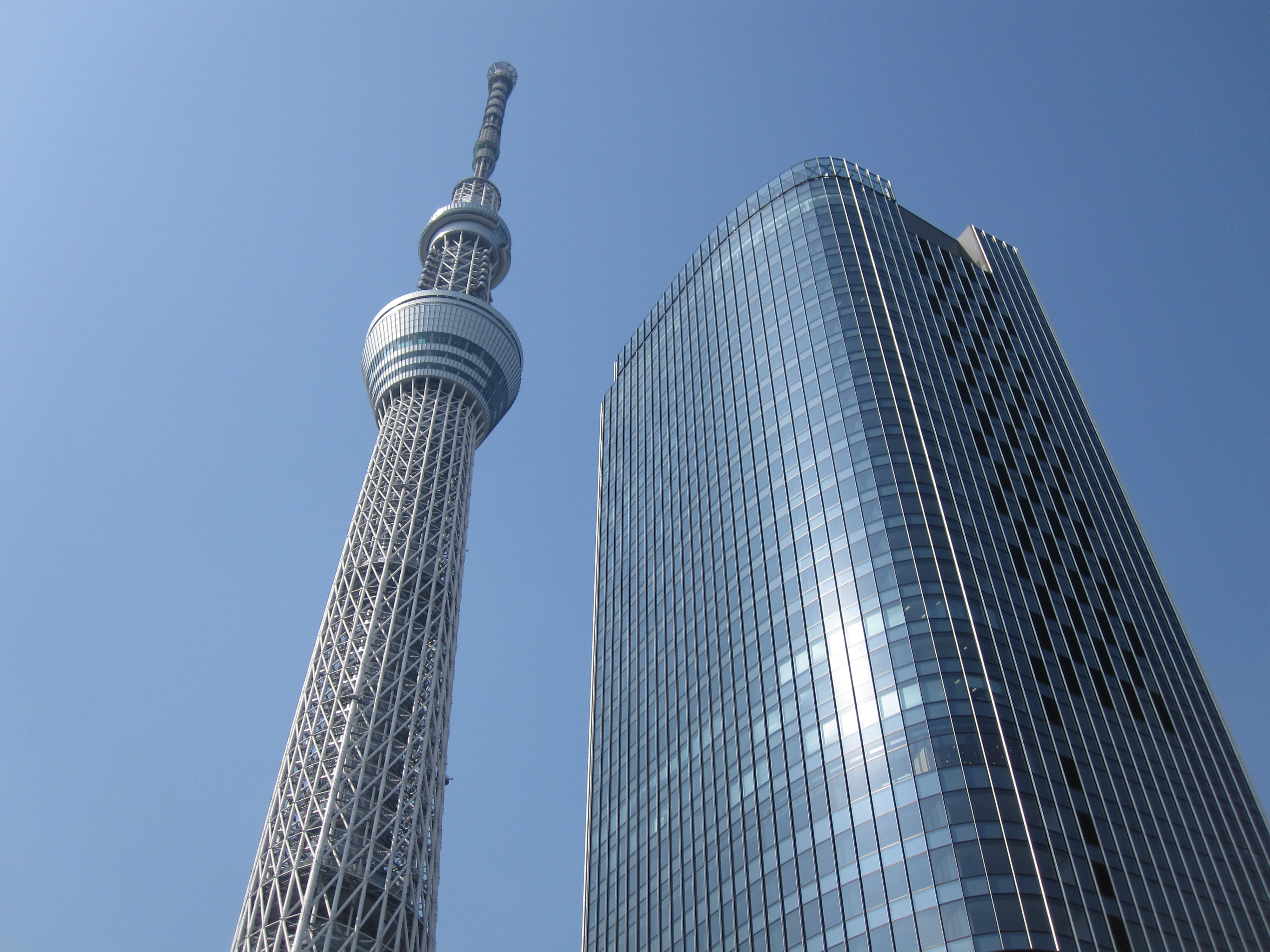
Visuale dal basso della Tokyo Skytree.

La principale funzione della Tokyo Skytree è la diffusione radio-televisiva a livello regionale.

### Emittenti televisive
- NHK General TV
- NHK Educational TV
- Nippon Television
- TV Asahi
- TBS
- TV Tokyo
- Fuji Television
- Tokyo Metropolitan Television

### Stazioni radiofoniche
- J-Wave
- NHK Tokyo FM

## Apertura
Con l'approssimarsi dell'apertura al pubblico della Skytree, coloro che ottennero i primi biglietti rimasero in fila per un'intera settimana. Una volta aperta, i posti disponibili rimasero sold-out per i primi due mesi di attività. Il giorno dell'apertura furono decine di migliaia le persone che, nonostante la pioggia impedisse loro la vista dal ponte di osservazione, visitarono la torre. I venti forti costrinsero anche due ascensori a chiudere, lasciando alcuni visitatori momentaneamente bloccati su una piattaforma di osservazione.
Secondo la Tōbu, 1,6 milioni di persone hanno visitato la Skytree nella prima settimana. Residenti locali hanno riferito che l'afflusso di visitatori ha causato disturbo alla quiete della comunità e fino ad ora, ha generato poco beneficio economico per il territorio locale.

## Mascotte
Come è consuetudine in Giappone al giorno d'oggi, anche la Tokyo Skytree ha una sua mascotte, chiamata Sorakara-chan, che significa "figlia dal cielo".
Il personale della torre veste uniformi speciali progettate dal premiato designer di moda, Akira Minagawa. Lo stile della divisa tenterà di trasmettere sia il senso della natura così come i progressi tecnologici e le ambizioni future che la Tokyo Skytree incarna.
Otto diverse uniformi sono state progettate per le diverse tipologie di personale, che comprende guide, addetti alle informazioni, il personale addetto ai biglietti e quello alle pulizie, con i due colori predonimanti della Skytree: blu per il cielo e il verde che rappresenta gli alberi.

## Galleria d'immagini

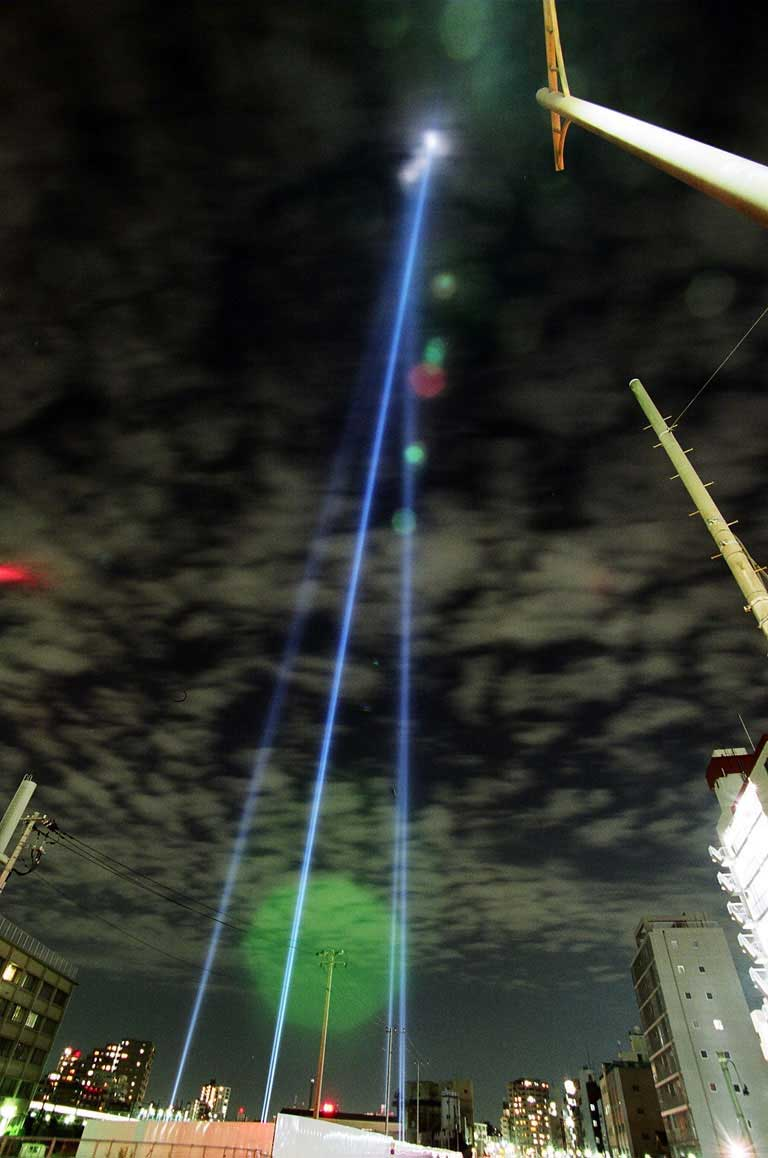
Proiezione con luci della altezza futura della torre, 6 ottobre 2007
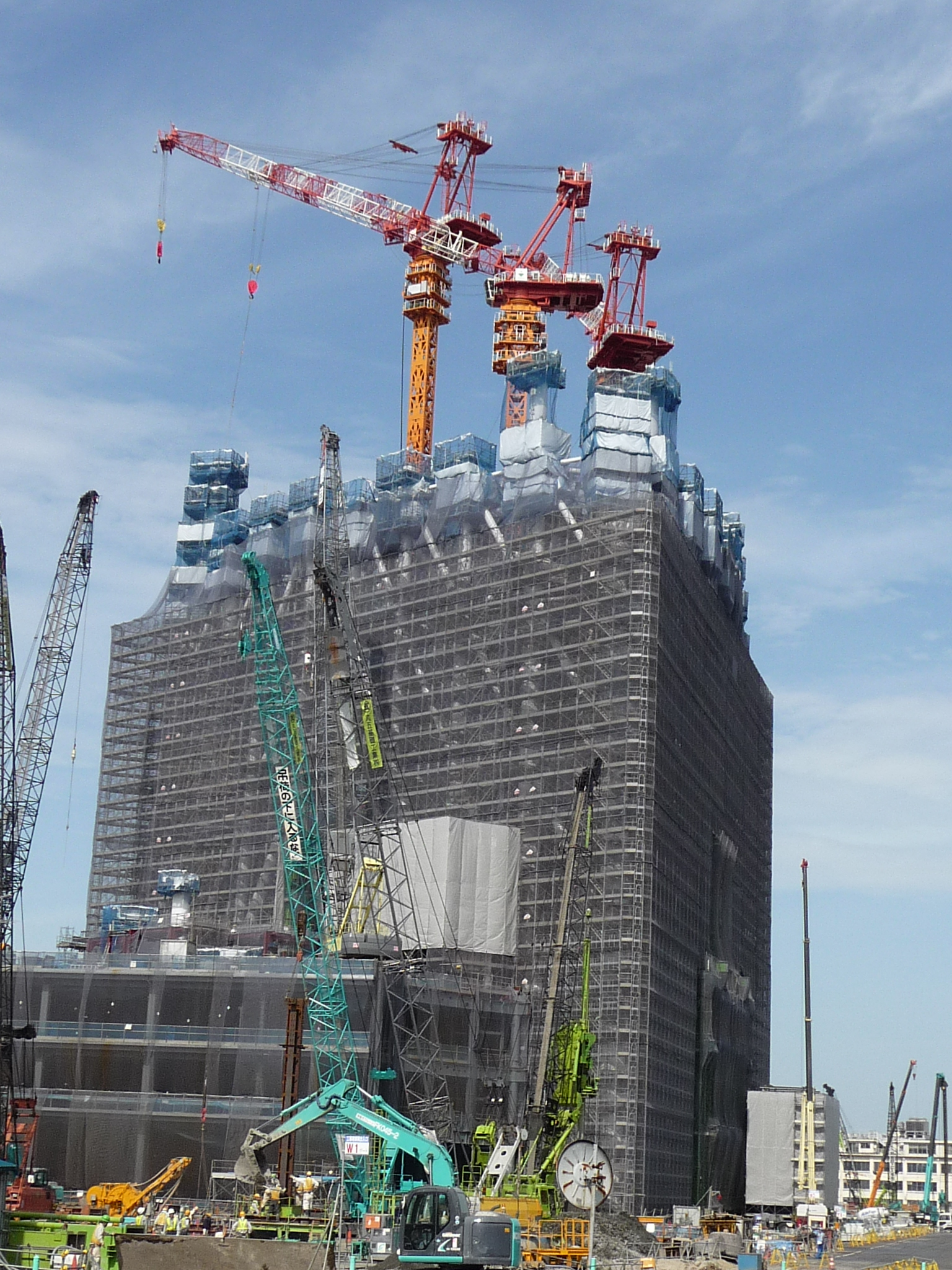
14 luglio 2009 (76 m)
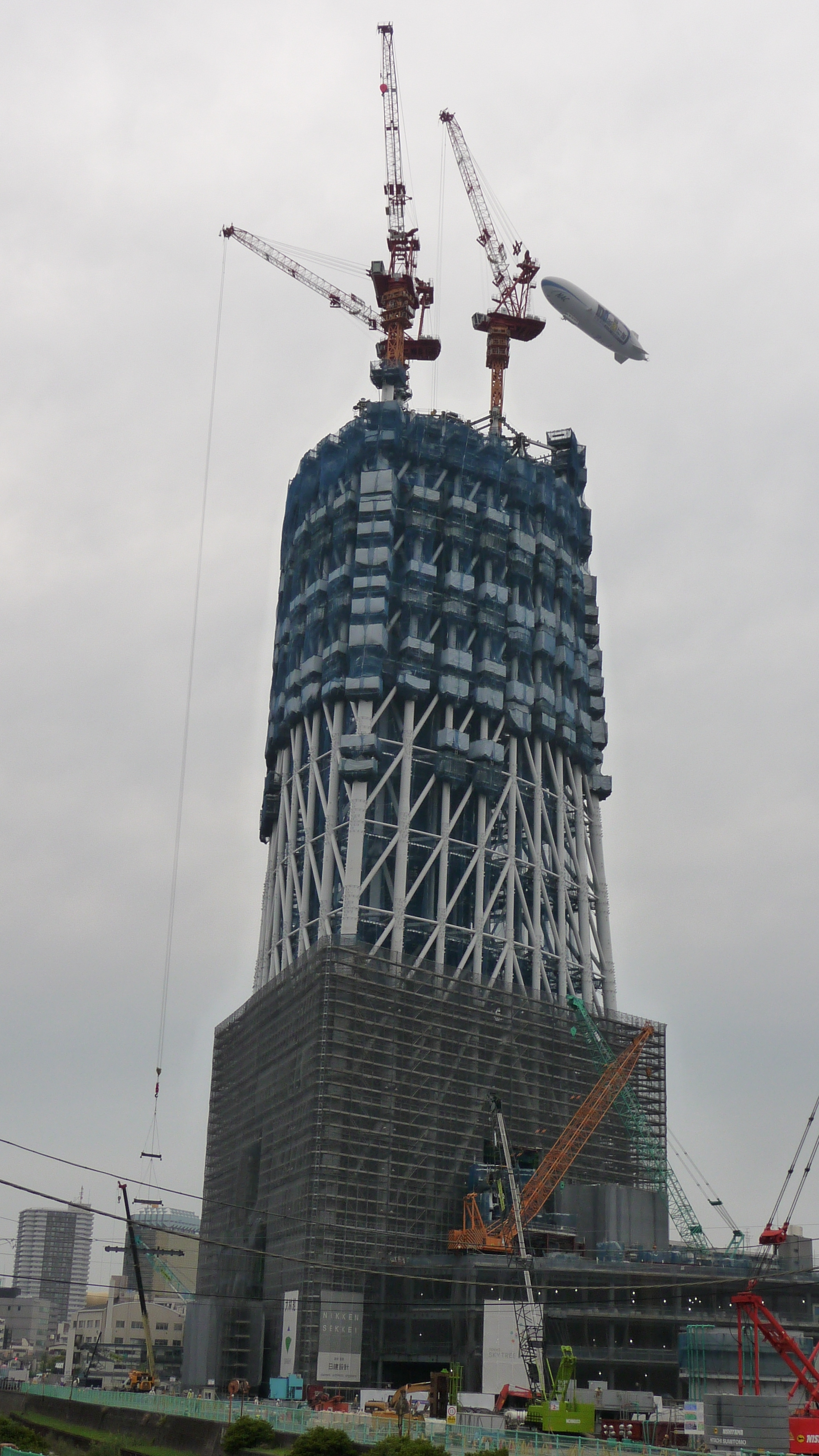
19 settembre 2009 (153 m)
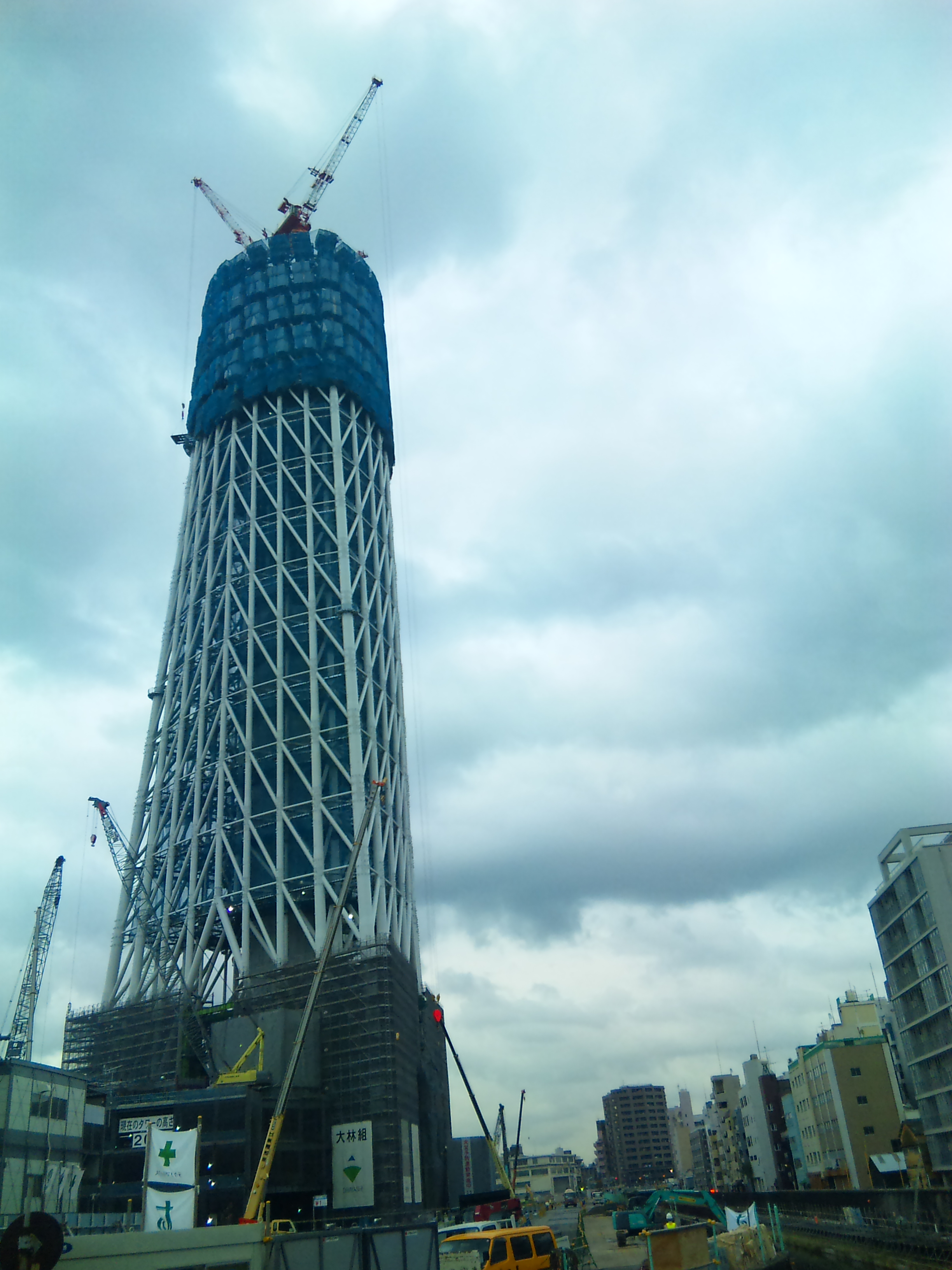
14 novembre 2009 (205 ;m)
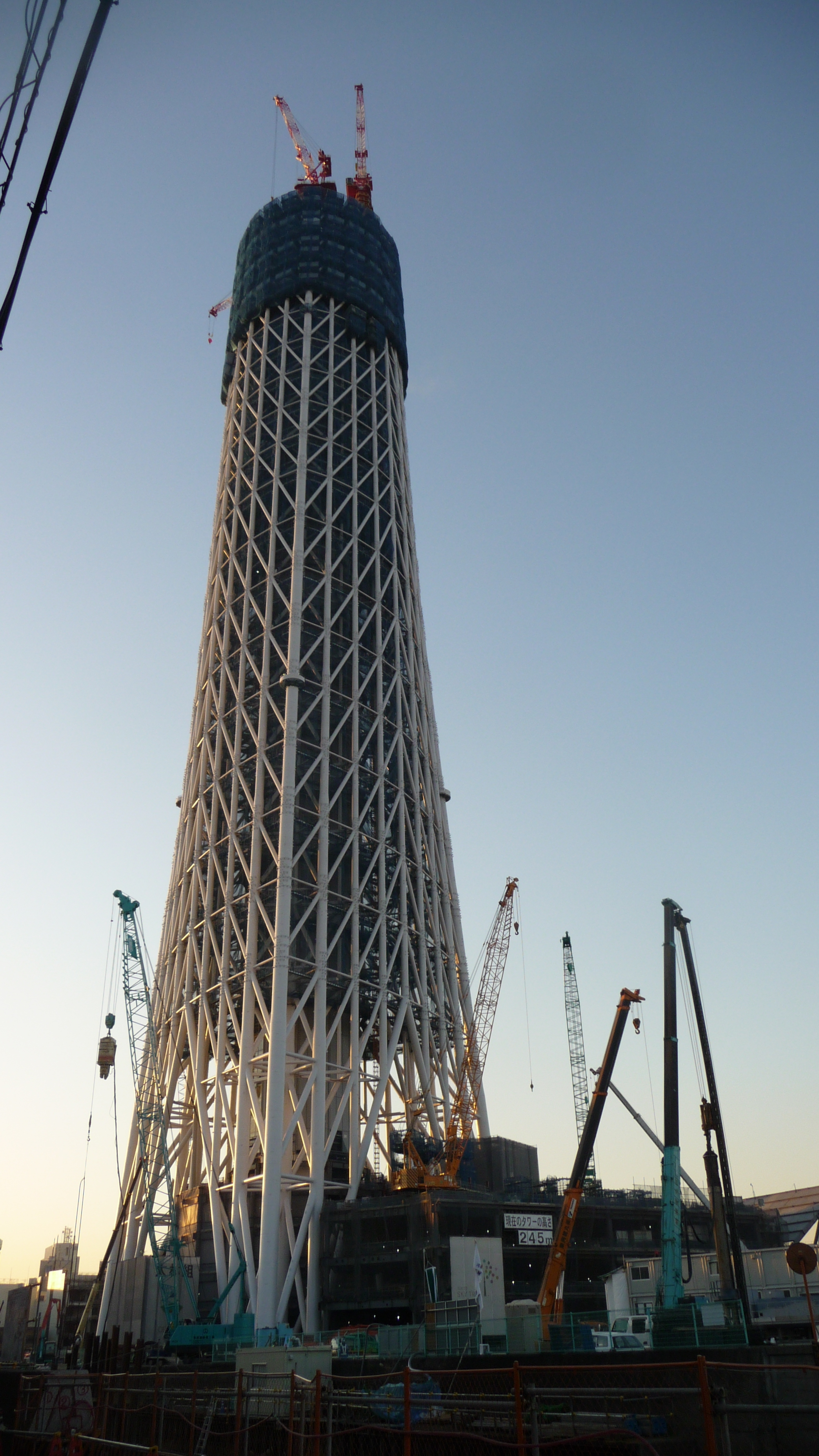
22 dicembre 2009 (245 m)
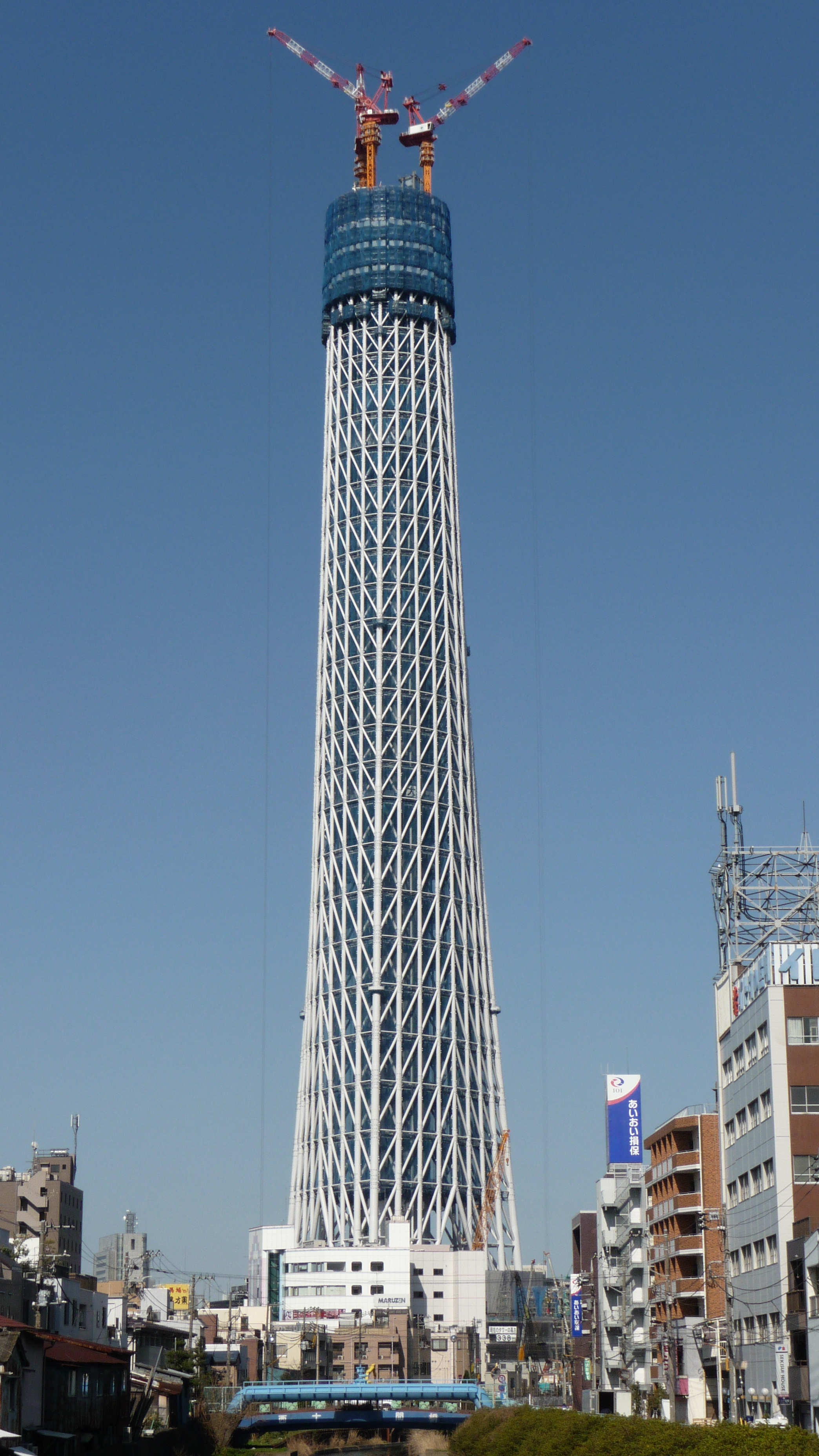
30 marzo 2010 (338 m)
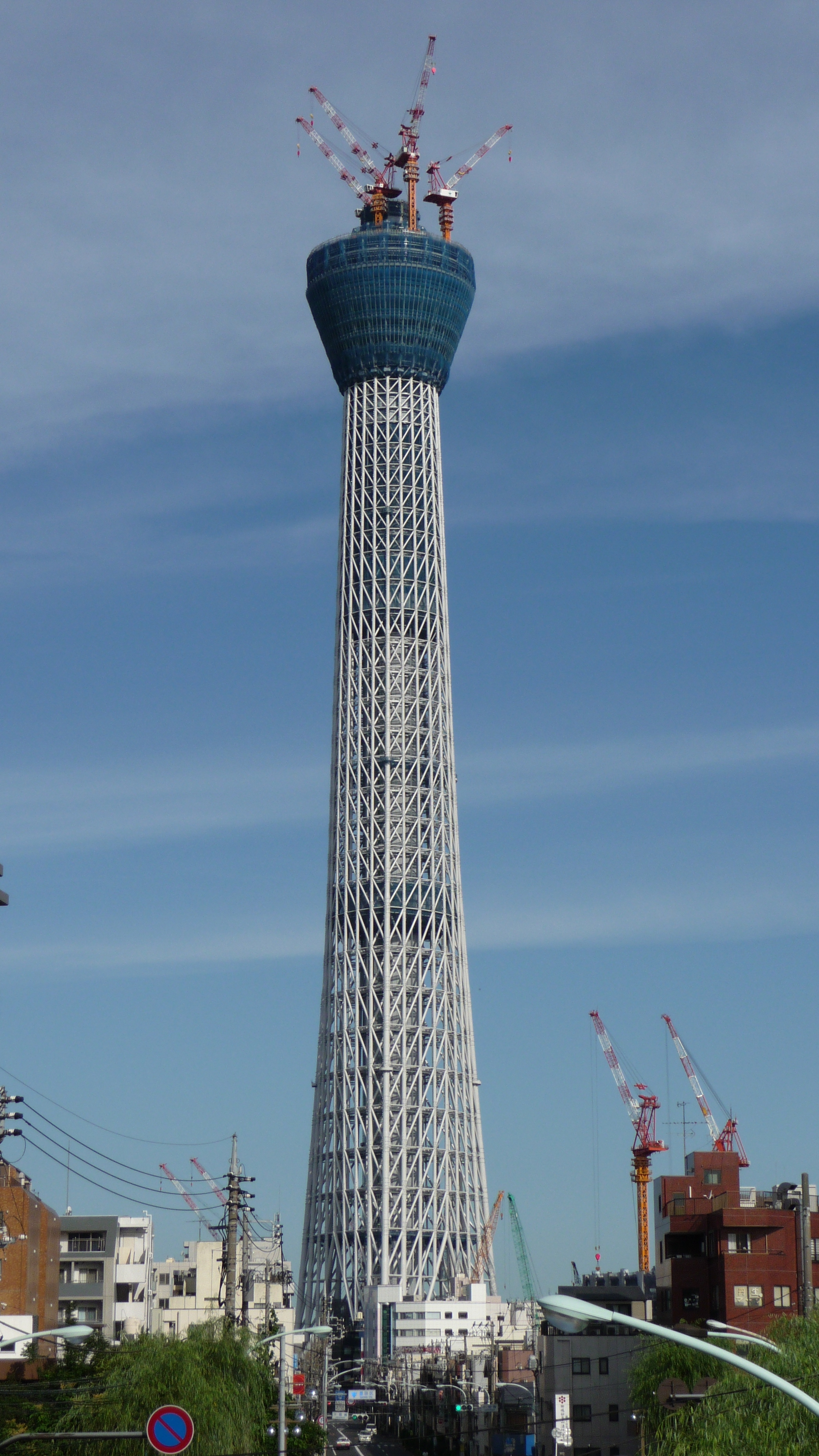
10 luglio 2010 (398 m)
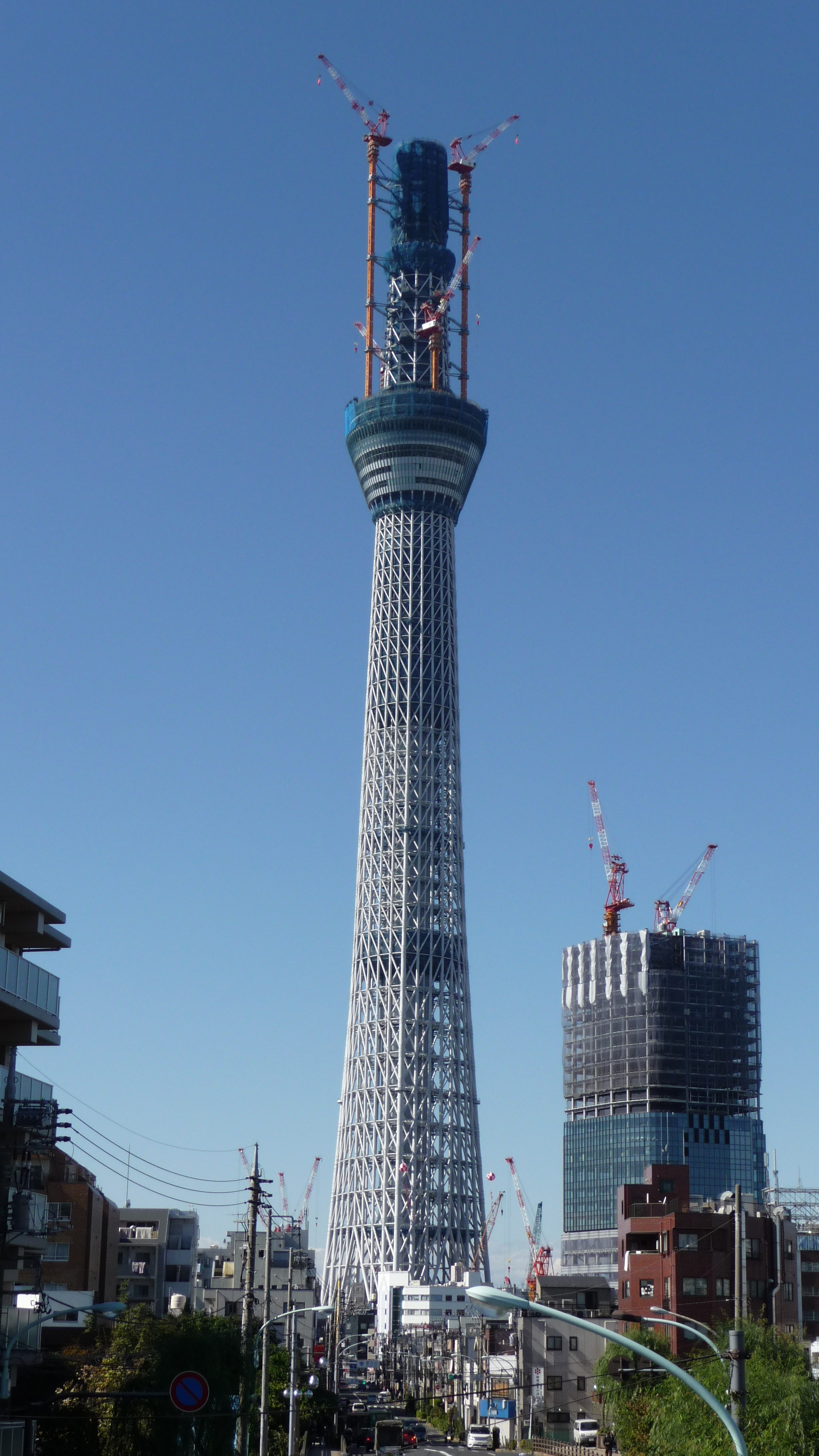
3 novembre 2010 (497 m)
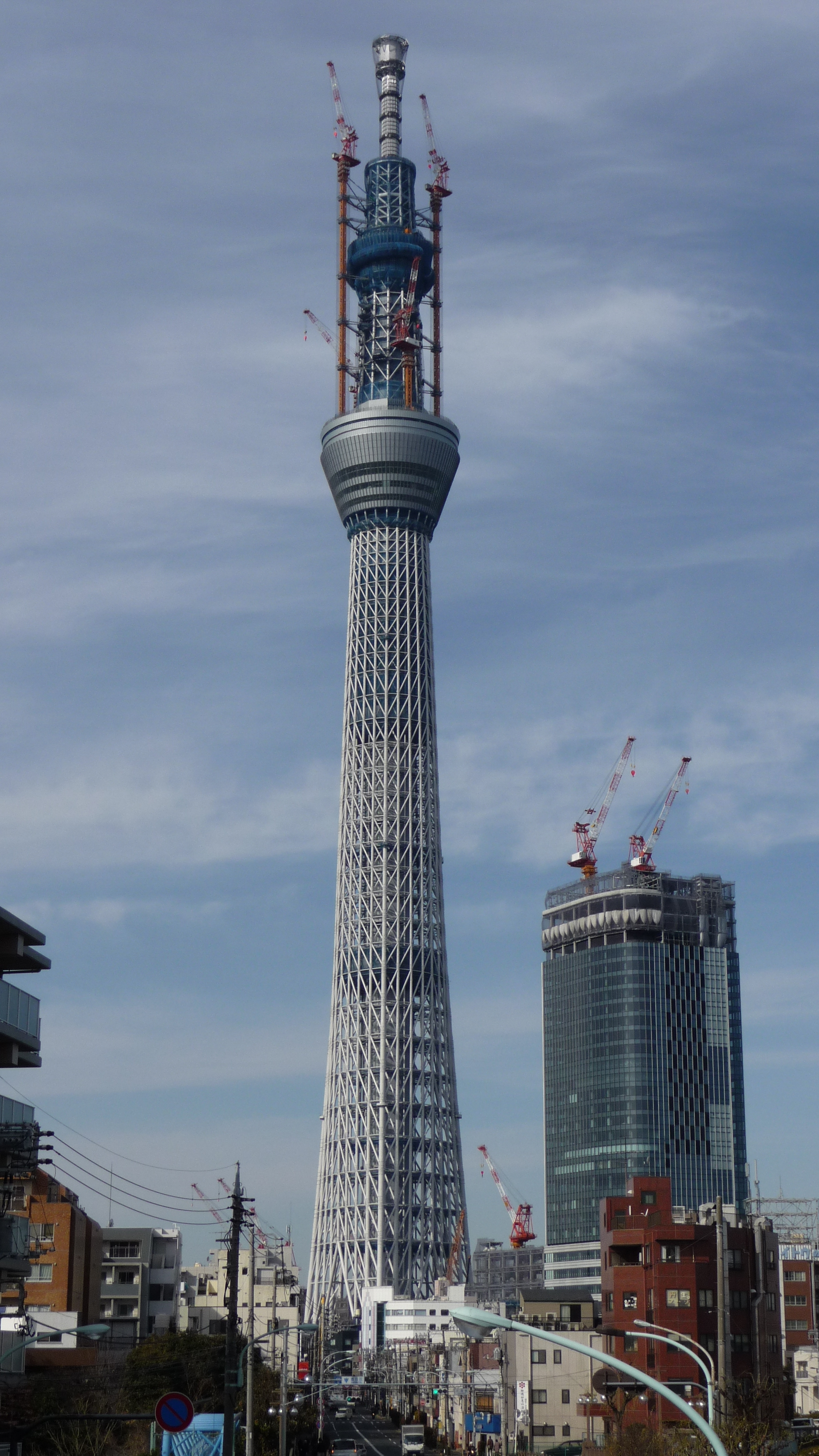
23 gennaio 2011 (559 m)
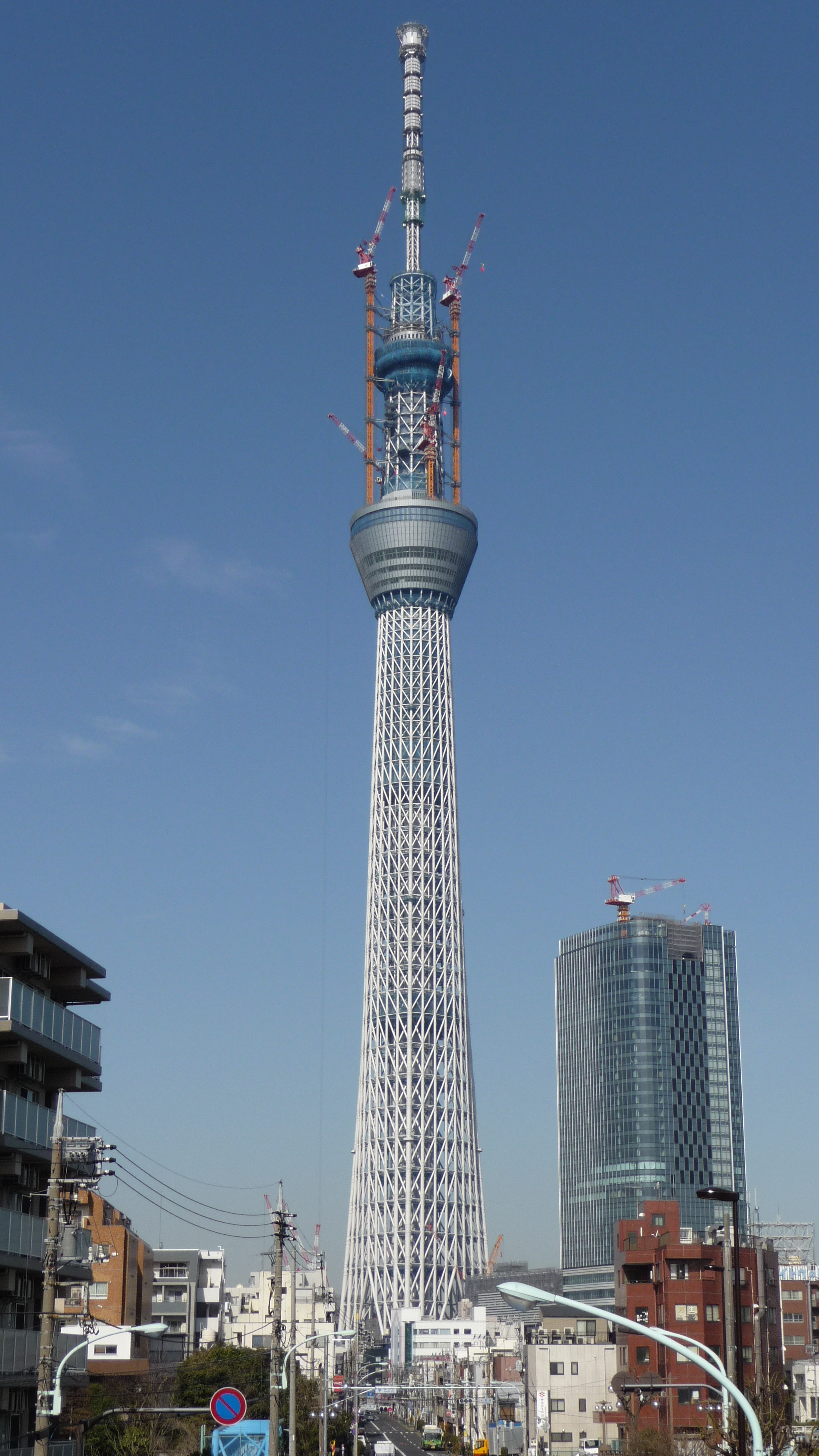
La torre Tokyo Skytree raggiunge la massima altezza il 18 marzo 2011
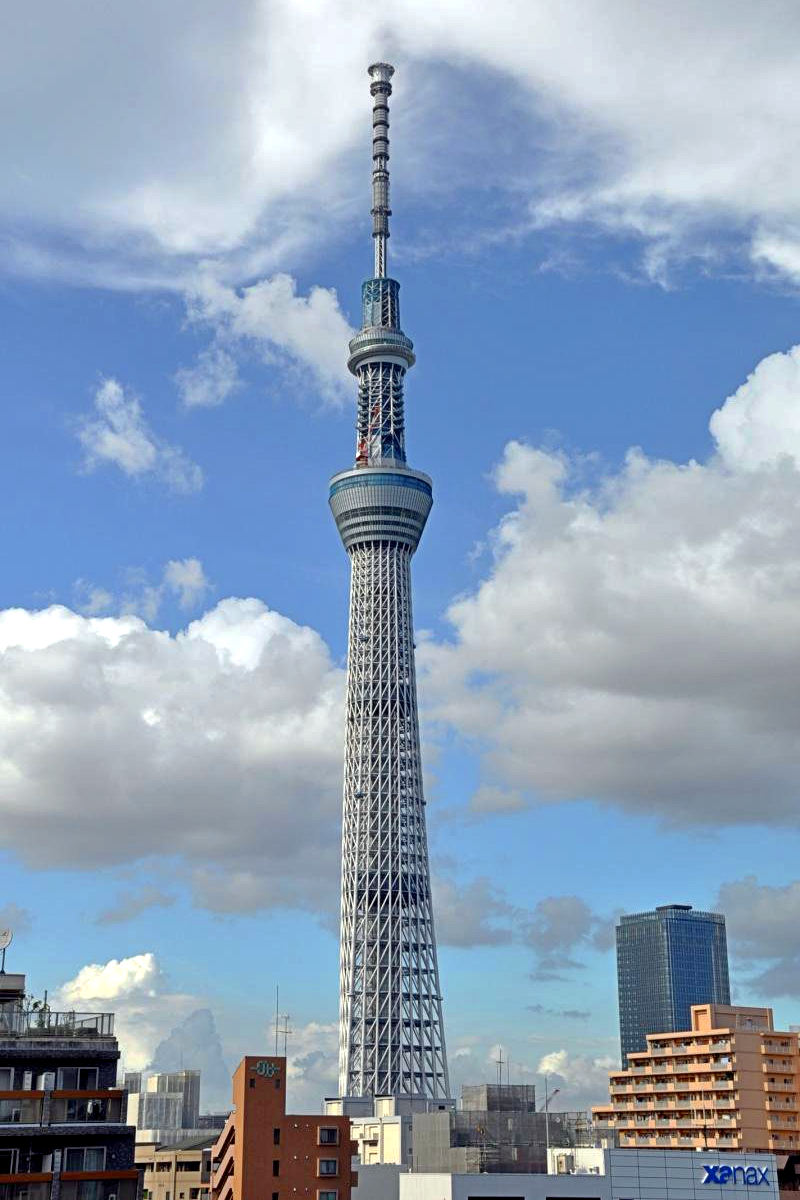
4 agosto 2011
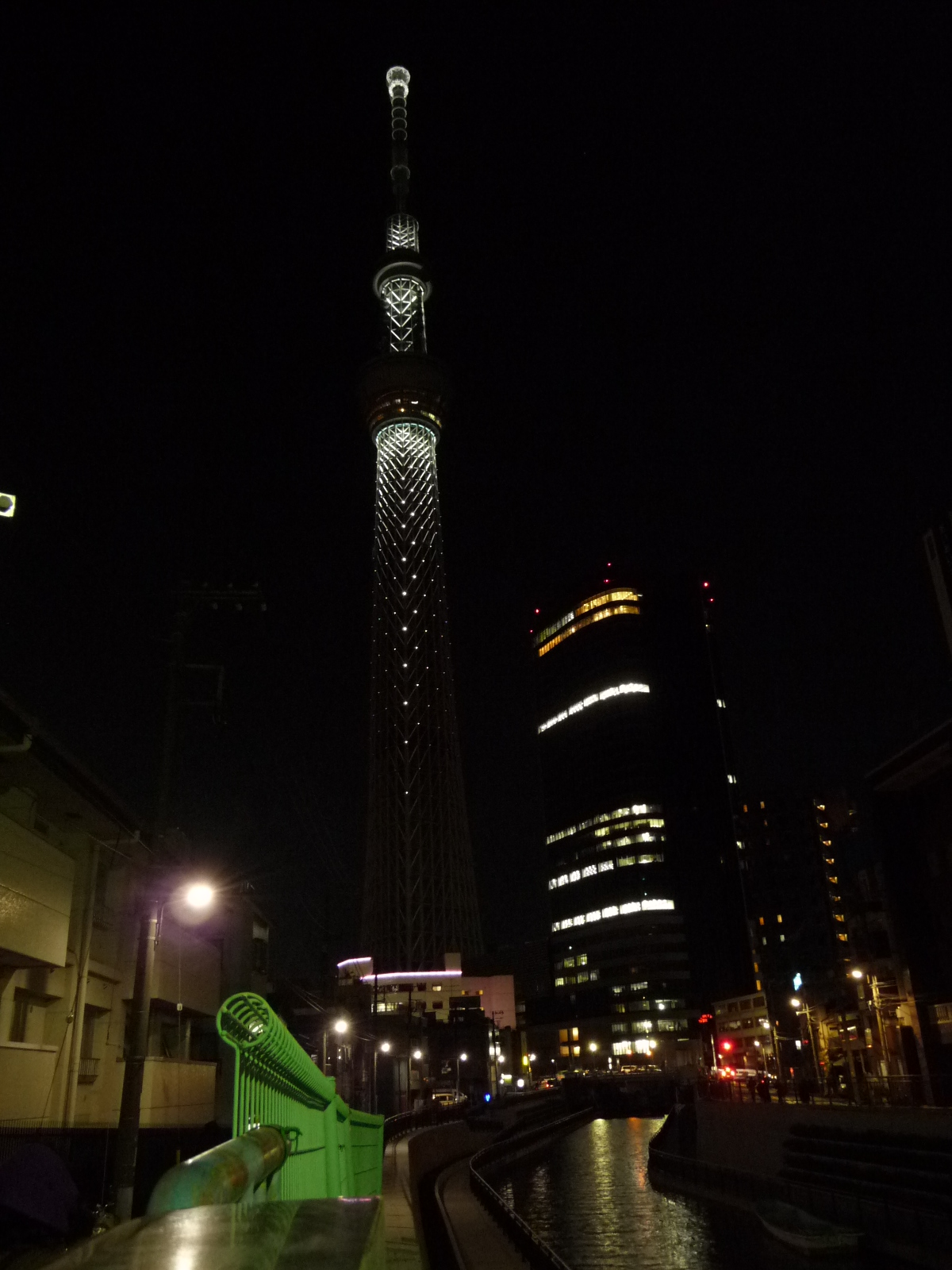
Illuminazione per il Natale e capodanno 2012